# Nové Skotsko
Nové Skotsko (lat. i angl. Nova Scotia, fr. Nouvelle-Écosse, gaelsky Alba Nuadh) je nejvýchodnější z Pobřežních provincií Kanady.

## Obyvatelstvo
Provincie má necelý milión obyvatel a rozlohu 55 284 km². Hlavní a zároveň největší město je přístav Halifax.
Je zde silné zastoupení francouzsky mluvících obyvatel a malá menšina hovořící kanadskou modifikací gaelštiny. Oficiální jazyky jsou angličtina, francouzština a kanadská gaelština. Podle sčítání z roku 2001 se 48,8 % obyvatelstva hlásí k protestantským církvím, 36,6 % jsou katolíci a 11,6 % se profiluje jako bez vyznání.